# 名古屋国際会議場
名古屋国際会議場（なごやこくさいかいぎじょう、Nagoya Congress Center）は、愛知県名古屋市熱田区熱田西町1番1号の白鳥公園にある大規模多目的ホール。設置者は名古屋市。

## 概要
1989年（平成元年）に名古屋市制100周年を記念して開催された世界デザイン博覧会で建設・設置された白鳥センチュリープラザを再利用して1990年（平成2年）に設置された。
設計としては、施設が設置されている白鳥公園にちなみ、地上からは白鳥が水に浮いている姿、空中からは、白鳥が翼を広げている姿がイメージされており、平成2年度名古屋市都市景観賞を受賞している。
客席数3,000席を備えるセンチュリーホール、イベントホール、国際会議場、3つレストランを備える国際都市名古屋の中核施設である。中庭にはレオナルド・ダ・ヴィンチの幻の作品であるスフォルツァ騎馬像がある。
2010年（平成22年）10月11日より第10回生物多様性条約締約国会議（COP10）が開催され、「名古屋議定書」「愛知ターゲット」が合意された。

## 施設
- センチュリーホール：3,012席（3階層、同時通訳ブース4室を備える）
- イベントホール
- 白鳥ホール（同時通訳ブースを8室備える）
- レブションホール（可動式防音壁で2室に分割可能）
- 国際会議室（同時通訳ブースを6室備える）
- 展示室
- 会議室
- 展望レストラン「パステル」
- カフェテリア「カスケード」
- 喫茶ラウンジ「ユリ」

## 沿革
- 1984年（昭和59年）8月 - 市制100周年記念事業懇談会で巨大イベント空間の整備を報告[WEB 2]。
- 1985年（昭和60年）8月 - 世界インダストリアル・デザイン会議（世界デザイン会議）名古屋開催が内定[WEB 2]。
- 1987年（昭和62年）4月 - 第1期整備工事建設着工[WEB 2]。
- 1989年（平成元年）
  - 4月 - 第1期整備工事建設（その1）竣工[WEB 2]。
  - 7月 - 白鳥センチュリープラザとして、世界デザイン博覧会メインテーマ館となり（1989年（平成元年）11月まで）、世界デザイン会議の会場となる（1989年（平成元年）10月）[WEB 2]。
- 1990年（平成2年）
  - 1月 - 第1期整備工事建設（その2：正面広場等の整備着工（1990年（平成2年）10月まで）[WEB 2]。
  - 4月 - 名古屋国際会議場として開設[WEB 2]。
- 1992年（平成4年）7月 - 第2期整備工事建設着工（1994年（平成6年）9月まで）[WEB 2]。
- 1994年（平成6年）10月 - 全館使用開始[WEB 2]。
- 2025年（令和7年）2月1日 - 2027年（令和9年）3月31日 - 改修工事等により臨時休場となる予定[WEB 3]。

## 全日本吹奏楽コンクール
2012年（平成24年）より、全日本吹奏楽コンクール中学・高校の部の全国大会がセンチュリーホールで開催されている。
当ホールが全国大会会場として初めて使用されたのは、2005年（平成17年）の第53回大会であり、当時、立正佼成会の関連施設改修工事に伴い、全国吹奏楽大会の会場に使用されていた普門館の代替会場としての位置づけであった。
2012年（平成24年）、普門館が耐震強度不足により震度6以上で天井崩落の恐れがあることが専門家の調査で判明し、その後建て替えが断念されたことから、当ホールで全国大会が開催されることとなった。これにより、一部の吹奏楽関係者からは「これからの吹奏楽の甲子園」と言われるようになる。

## ギャラリー

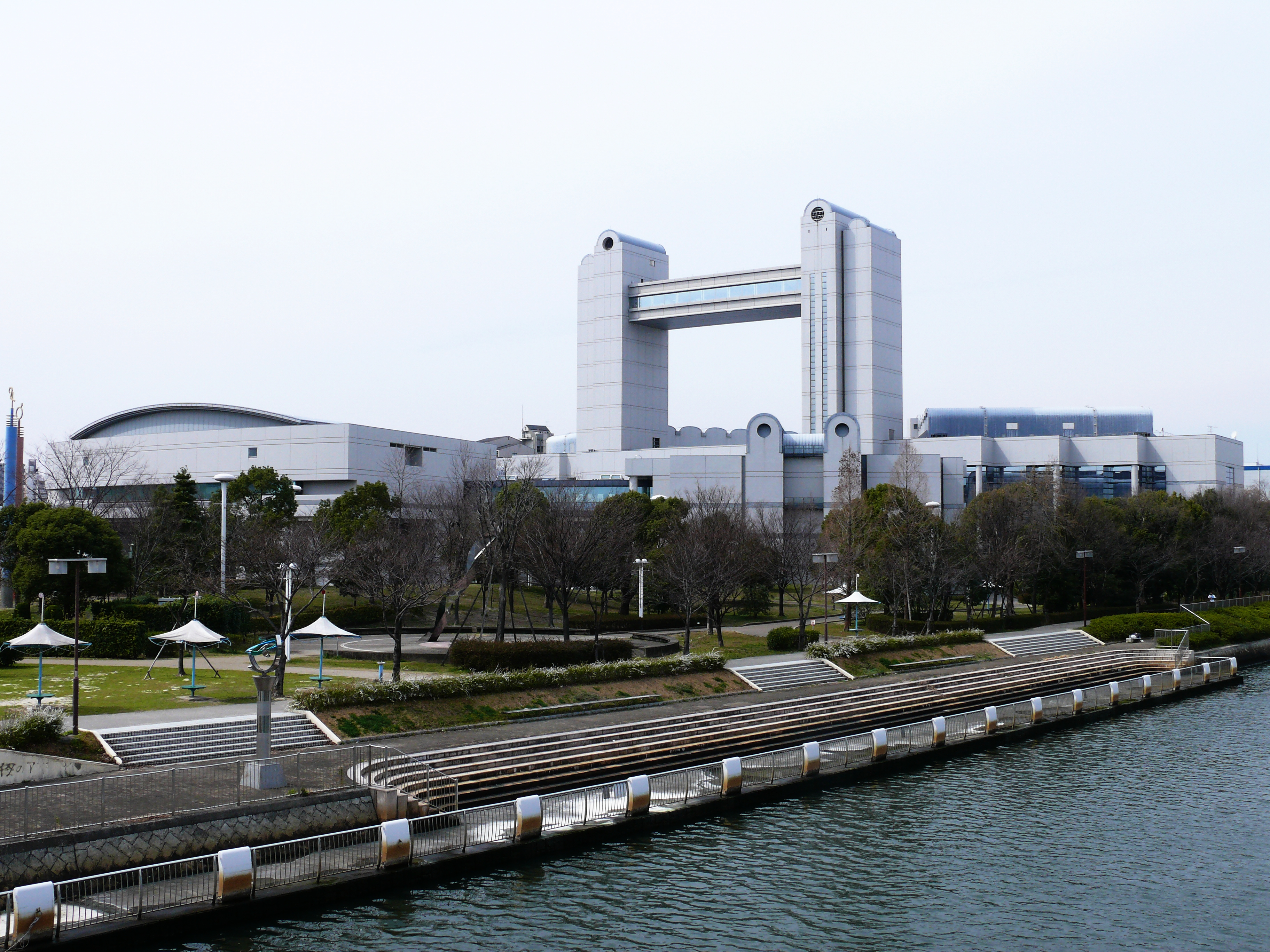
遠景 （2007年（平成19年）3月）
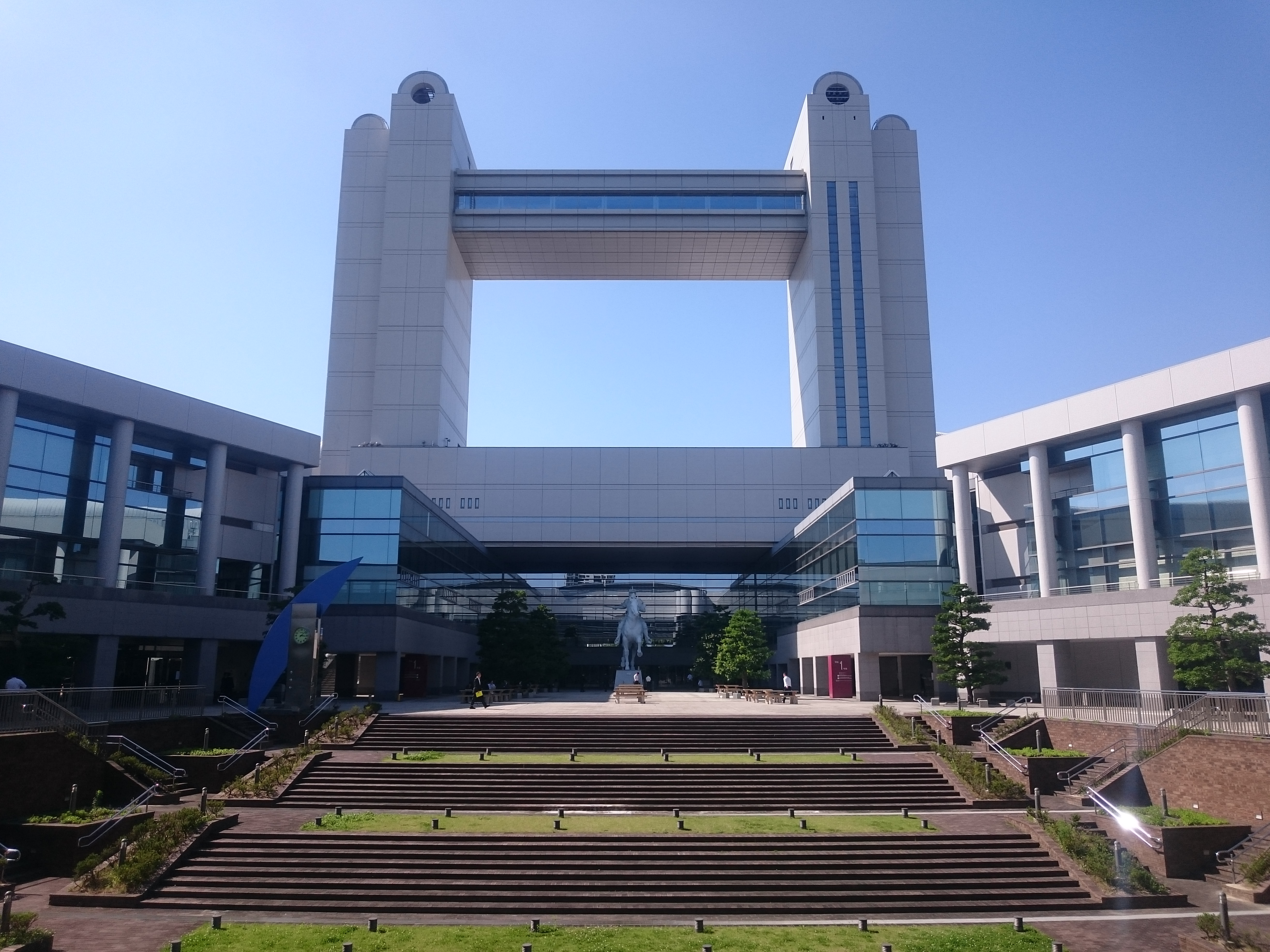
外観 （2018年（平成30年）6月）
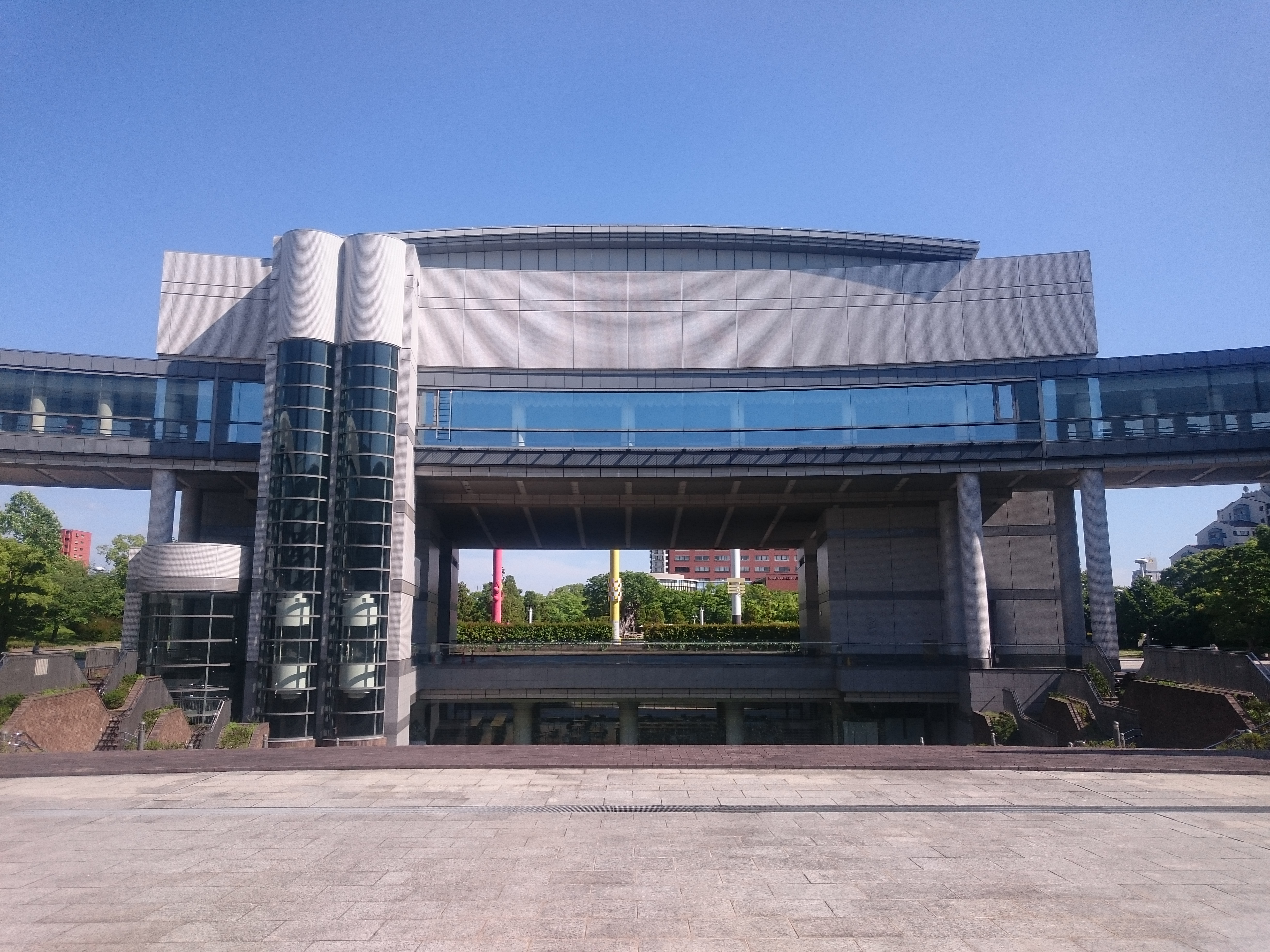
外観 （2018年（平成30年）6月）
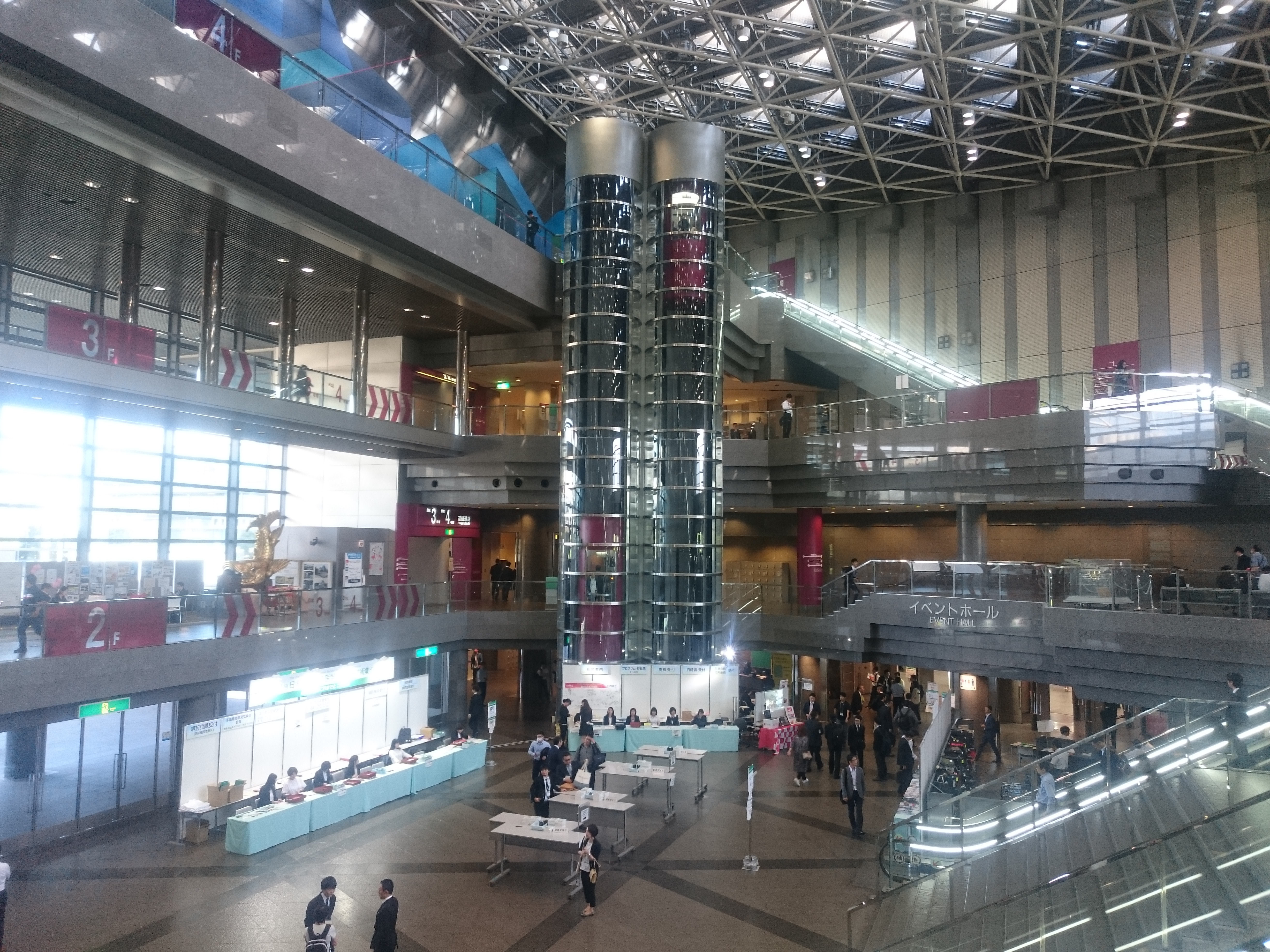
内観 （2018年（平成30年）6月）
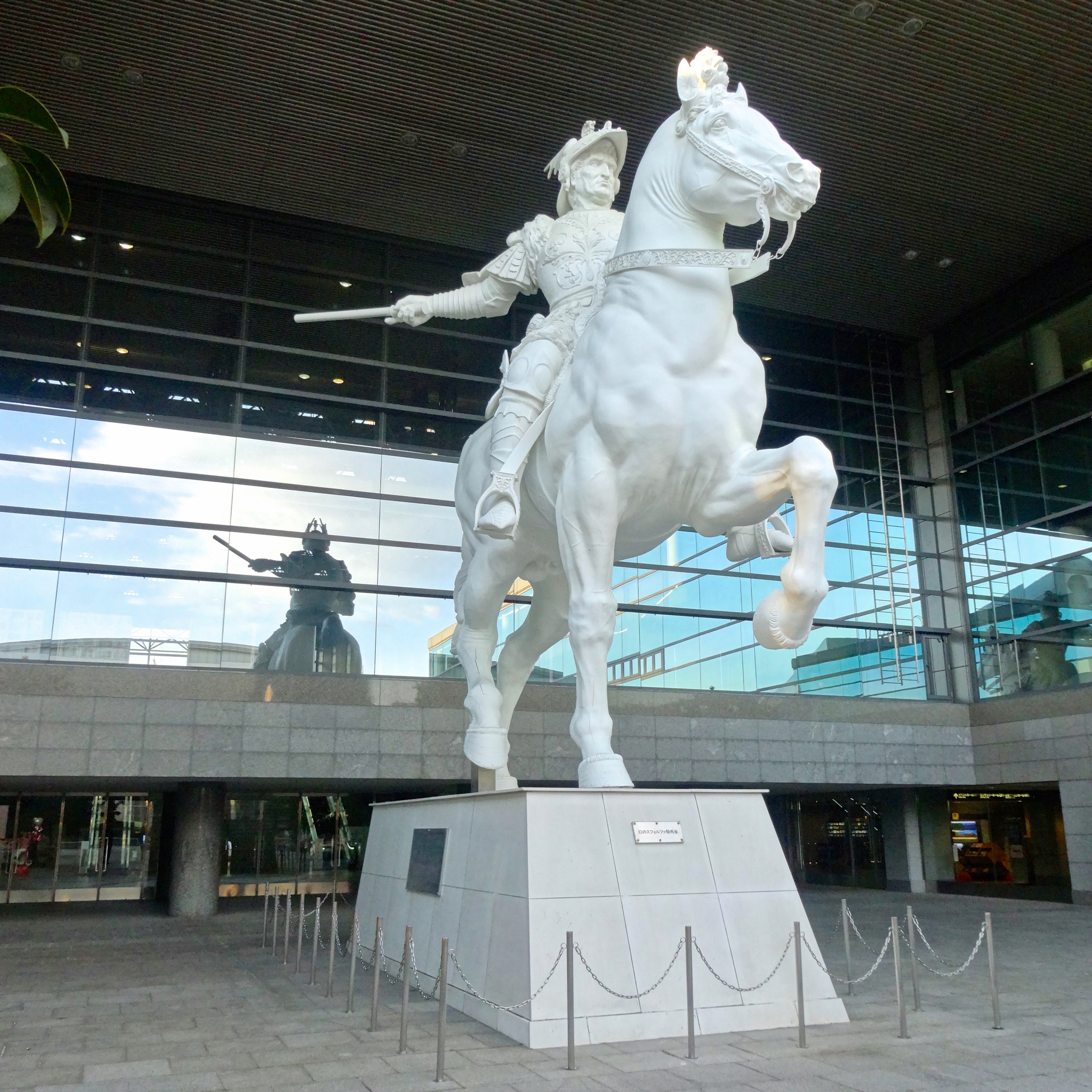
幻のスフォルツァ騎馬像 （2015年（平成27年）2月）

## 周辺
- 名古屋学院大学名古屋キャンパス
- 熱田神宮公園
- 熱田球場
- 中部森林管理局[WEB 5]『熱田白鳥の歴史館』

## 交通アクセス

### 公共交通機関
名古屋市営地下鉄
- 名港線 日比野駅下車、徒歩で約5分。
- 名城線 西高蔵駅下車、徒歩で約5分。

名古屋市営バス
- 熱田巡回系統「名古屋国際会議場」バス停留所下車、徒歩ですぐ。

### 自家用車
- 駐車場600台を完備、1日700円。
- 名古屋高速4号東海線の六番北出入口が近い。

## 宿泊施設・飲食店
周囲に宿泊施設は少ないが、地下鉄で一駅で副都心の金山地区、もしくは名古屋市営地下鉄名城線で連絡が良い繁華街の栄地区の宿泊施設を利用するのが便利。施設内にレストラン、喫茶を備えている。また周辺にはスーパーやコンビニ、駅周辺には飲食店が多い。

## 当施設が登場する作品
- 響け！ユーフォニアム - 吹奏楽の全国大会の会場として名古屋国際会議場が登場[WEB 6]。
- 〈物語〉シリーズ - 主人公たちが通う高校のモデルになっている[WEB 7]。